# Stenolophus vacans
Stenolophus vacans är en skalbaggsart som beskrevs av Thomas Casey. Stenolophus vacans ingår i släktet Stenolophus och familjen jordlöpare. Inga underarter finns listade i Catalogue of Life.